# Frank Capra
Francesco Rosario Capra, mais conhecido como Frank Capra (Bisacquino, 18 de maio de 1897 – La Quinta, 3 de setembro de 1991) foi um diretor de cinema italiano naturalizado americano. Foi o mais popular e reverenciado cineasta de sua época, sendo o vencedor 3 Oscars de Melhor Diretor em 1934, 1936 e 1938, 2 Oscars de Melhor Filme em 1934 (co-produtor) e 1938 (produtor único), e 1 Oscar de Melhor Documentário em 1943. Também ganhou o Globo de Ouro de Melhor diretor em 1946. Foi presidente da Academia de Artes e Ciências Cinematográficas de 1935 a 1939.

## Biografia
Nascido na Sicília, Frank era o sexto filho de um camponês que cultivava limões e laranjas, Salvatore Capra, que teve sete filhos. Em 1898, o irmão mais velho, Ben, foi embora de casa, aos 16 anos, sem avisar e, após cinco anos, a família, que era toda analfabeta, recebeu uma carta de Los Angeles, assinada por Morris Orsatti. A carta precisou ser lida pelo padre do local, e informava que Ben estava em Los Angeles e não iria voltar. Ben embarcara num cargueiro grego, num porto a 48 quilômetros de Bisaquino, e após ter passado por várias aventuras, trabalhando inclusive como escravo, acabou chegando em Los Angeles, onde conheceu Morris Orsatti, que escreveu aos pais de Ben, pois ele era analfabeto.
Em abril de 1903, os pais e quatro dos irmãos de Ben chegavam a Los Angeles, entre eles Frank, de seis anos, que passou a estudar e vender jornais na rua e, mesmo contrariando a vontade dos pais, ingressou na Escola Superior de Trabalhos Manuais. Durante os estudos, Frank trabalhou como bedel em sua escola, como tocador de guitarra em um bistrô, e como encartador no Los Angeles Times. Capra naturalizou-se cidadão dos Estados Unidos em 1920.
Posteriormente, Frank formou-se em engenharia química, em 1918, no Troop Polytechnic Institute, mas, devido ao período de guerra, não conseguiu emprego. Sobreviveu então vendendo livros, fotografias e quinquilharias, até que soube que o Ginásio Israelita do Golden Gate Park, em San Francisco, seria transformado em um estúdio cinematográfico. Após alguns dias, Frank já estava dirigindo seu primeiro filme, A pensão de Fultah Fisher (Fultah Fisher’s Boarding House), lançado pela Pathé em 1922.

## Carreira

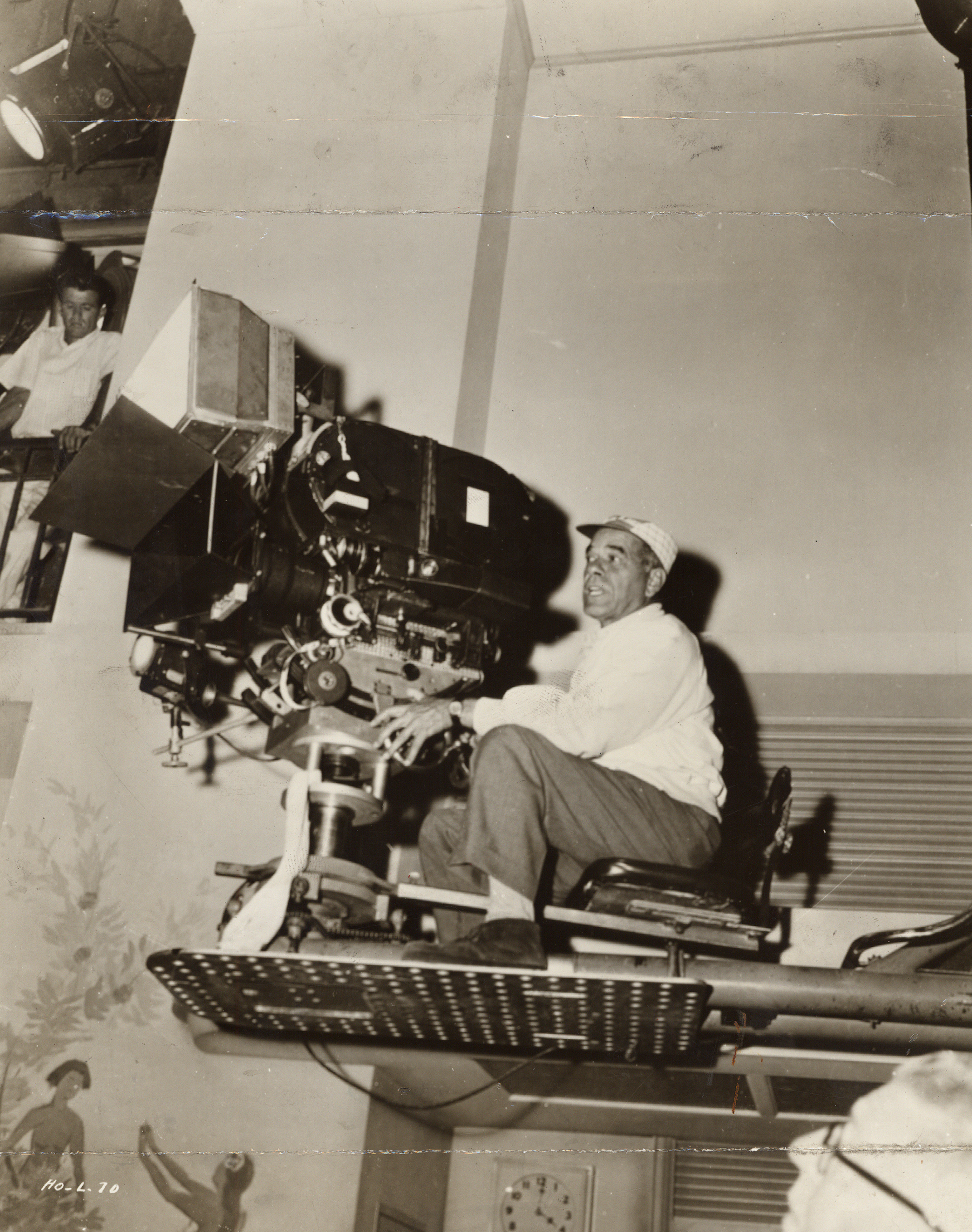
Frank Capra em 1959

Após seu primeiro filme, em 1922, Capra trabalhou em um laboratório de San Francisco, e um ano depois partiu para Hollywood, onde trabalhou como prop man, montando situações para comédias, e depois como escritor das comédias, para a série Os batutinhas, também conhecidos como Os peraltas (Our Gang).
Mack Sennett contratou-o como criador de situações cômicas, em função de um comediante que então despontava: Harry Langdon.  Posteriormente, Capra acompanhou Langdon – que fundara sua própria companhia – trabalhando com o diretor Harry Edwards na comédia O andarilho (Tramp, tramp, tramp), de 1926, na First National, com Joan Crawford em início de carreira.
Dirigiu depois O homem forte (The strong man, 1926), O pinto calçudo (Long Pants, 1927) e Filhos da fortuna (For the Love of Mike, 1927), todos da First National. Se divorciando de Helen Howell, com quem se casara alguns anos antes, e mediante o insucesso, ficou desempregado.
Harry Cohn, um dos donos da então desconhecida Columbia Pictures, escolheu o nome de Capra em uma lista de diretores desempregados apenas por intuição, sendo esse o ponto inicial de sua carreira.
Em 1932 casou-se com Lucille Reyburn, num casamento que durou até 1 de julho de 1984, quando ela faleceu. Tiveram quatro filhos: Frank Jr., John (que faleceu aos três anos de idade), Lulu e Tom.
Em 15 de junho de 1945 recebeu das mãos do general George C. Marshall a Medalha por Serviços Notáveis, devido aos resultados positivos dos documentários que produziu por ocasião da Segunda Guerra Mundial, consciencializando os soldados da importância de sua luta. Por recomendação de Winston Churchill, foi agraciado, igualmente, com a Ordem do Império Britânico.
Após a guerra, Capra fundou a Liberty Films, juntamente com os diretores William Wyler e George Stevens, e o produtor Samuel Briskin, dirigindo o filme A felicidade não se compra, cuja distribuição foi confiada à RKO Pictures. Posteriormente a MGM decidiu financiar a Liberty Films. Em 1950, a Liberty foi vendida para a Paramount.
Em 1959 esteve no Brasil, para promover Os viúvos também sonham, produzido pela Sincap, empresa sua em sociedade com Frank Sinatra, para a United Artists.
Frank Capra escreveu sua autobiografia sob o título The name above the title. Morreu em consequência de ataque cardíaco, enquanto dormia. Foi sepultado no Coachella Valley Public Cemetery, Coachella, Califórnia no Estados Unidos. Possui uma estrela na Calçada da Fama, localizada em 6614 Hollywood Boulevard.
Victor Scherle e William Turner Levy escreveram o livro The films of Frank Capra, comentando sobre seus filmes e incluindo comentários e opiniões de vários artistas e demais colegas do diretor.

## Filmografia
Longa-metragens

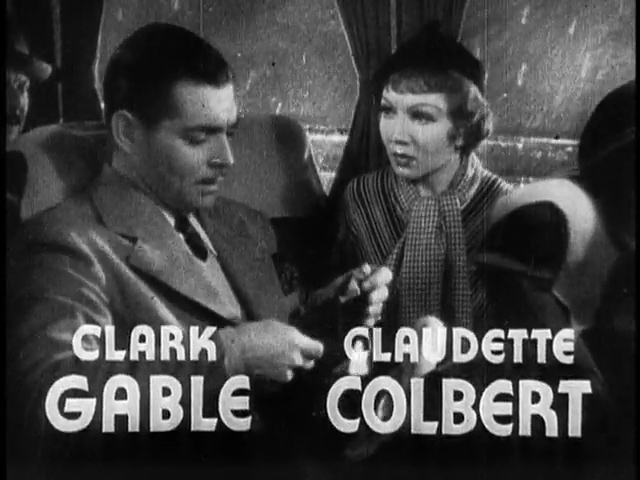
Clark Gable e Claudette Colbert no trailer do filme It Happened One Night

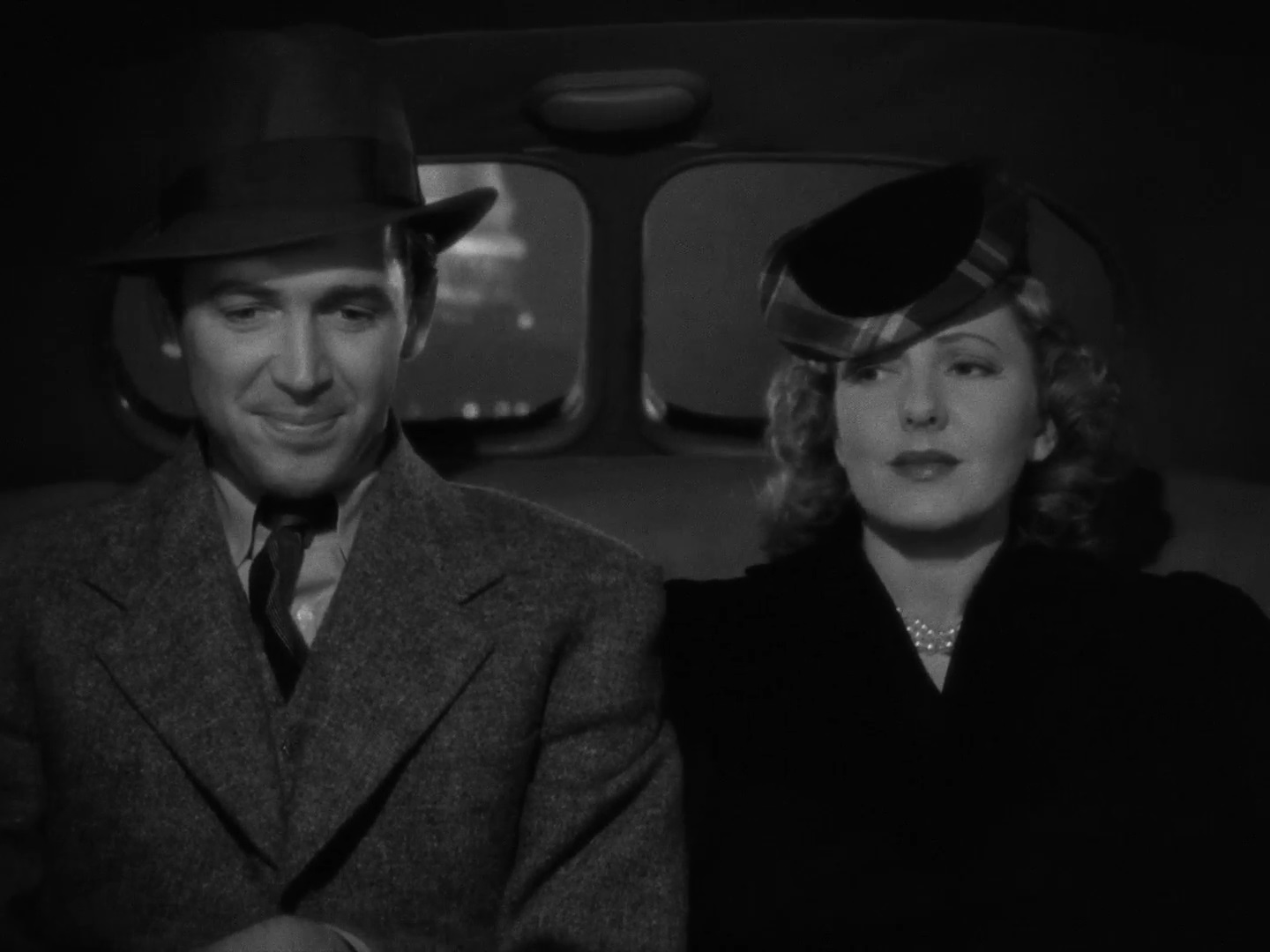
James Stewart e Jean Arthur no trailer do filme Mr. Smith Goes to Washington

- Pocketful of Miracles (1961) (Dama por um diaBRA), Franton Prod./ United Artists, refilmagem de Lady for a day. No Brasil, recebeu o mesmo nome do anterior. Com Glenn Ford, Bette Davis, Hope Lange, Arthur O’Connell, Peter Falk, Thomas Mitchell, Edward Everett Horton, Ann Margret.
- A Hole in the Head (1959) (Os viúvos também sonhamBRA), Sincap Prod./ United Artists. Com Eleanor Parker, Eddie Hodges, Frank Sinatra, Edward G. Robinson, Carolyn Jones, Thelma Ritter, Keenan Wynn.
- Here Comes the Groom (1951) (Órfãos da tempestadeBRA), Paramount. Com Bing Crosby, Jane Wyman, Alexis Smith, Franchot Tone, Dorothy Lamour, Louis Armstrong e Phil Harris.
- Riding High (1950) (Nada além de um desejoBRA), Paramount. Com Bing Crosby, Colleen Gray, Charles Bickford, Frances Gifford, Ward Bond.
- State of the Union (1948) (Sua esposa e o mundoBRA), Liberty/MGM. Com Katherine Hepburn, Van Johnson, Spencer Tracy, Ângela Lansbury, Adolphe Menjou, Lewis Stone.
- It's a Wonderful Life (1946) (A felicidade não se compraBRA, Do céu caiu uma estrelaPOR), Liberty Films/ RKO. Indicado a cinco Oscars da Academia e ganhador do Globo de Ouro de Direção. Com James Stewart, Donna Reed, Lionel Barrymore, Thomas Mitchell, Ward Bond, Henry Travers.
- Arsenic and Old Lace (1944) (Este mundo é um hospícioBRA, O mundo é um manicómioPOR), Warner Brothers. Com Josephine Hull, Jean Adair, John Alexander (do elenco da peça então em cartaz na Broadway), Raymond Massey, Cary Grant, Priscilla Lane. Foi produzido em 1941, mas foi lançado apenas depois de a peça ter saído de cartaz. A peça era de Joseph Kesselring.
- Meet John Doe (1941) (Adorável vagabundoBRA, Um João–NinguémPOR), Warner Brothers. Com Gary Cooper, Barbara Stanwick, Edward Arnold, Walter Brennan, Spring Byington. Capra já se desligara da Columbia, fundando sua própria produtora, em sociedade com o roteirista Robert Riskin.
- Mr. Smith Goes to Washington (1939) (A mulher faz o homemBRA, Peço a palavraPOR), Columbia. Com James Stewart, Jean Arthur, Thomas Mitchell, Guy Kibbee, Edward Arnold. Teve 11 indicações ao Oscar, mas ganhou apenas o de Roteiro Original (Lewis R. Foster), perdendo os demais para … E o vento levou.
- You Can't Take It with You (1938) (Do mundo nada se levaBRA), Columbia, deu a Capra seu terceiro Oscar de Diretor, e o segundo como Melhor Filme. Com Lionel Barrymore, James Stewart, Jean Arthur, Edward Arnold, Ann Miller, Ward Bond.
- Lost Horizon (1937) (Horizonte perdidoBRA/POR), Columbia. Venceu o Oscar de Montagem e Direção Artística. Com Ronald Colman, Jane Wyatt, John Howard, Sam Jaffe.
- Mr. Deeds Goes to Town (1936) (O galante Mr. DeedsBRA), Columbia. Com Gary Cooper, que recebeu sua primeira indicação ao Oscar, Jean Arthur, Lionel Stander, George Bancroft, Ruth Donnelly. Capra recebeu o Oscar de Diretor.
- Broadway Bill (1934) (A vitória será tuaBRA), Columbia. Com Warner Baxter, Myrna Loy, Walter Connolly, Helen Vinson. Foi refilmada em 1950 pelo próprio Capra como "Nada além de um desejo", com Bing Crosby, Colleen Gray, Charles Bickford e Frances Gifford.
- It Happened One Night (1934) (Aconteceu naquela noiteBRA, Uma noite aconteceuPOR), Columbia, ganhador do Oscar de Filme, Diretor, Atriz, Ator, Roteiro adaptado. Clark Gable havia sido emprestado, pela Metro Goldwyn–Mayer para a Columbia como castigo pelas suas exigências de papel, e Claudette Colbert fora forçada a umas férias pela Parmount, por medida disciplinar, sendo que ambos acabaram estrelando o filme de Capra, que o consagrou definitivamente. Com Clark Gable, Claudette Colbert, Walter Connolly, Roscoe Karns, Ward Bond, Jameson Thomas.
- Lady for a Day (1933) (Dama por um diaBRA, Milionária por um diaPOR), Columbia, teve Capra indicado para o Oscar de Diretor em 1934. Com Warren William, May Robson, Glenda Farrell, Guy Kebbee, Ned Sparks, Jean Parker, Walter Connolly, Barry Norton.
- The Bitter Tea of General Yen' (1933) O último chá do general YenBRA, A grande muralhaPOR), Columbia. Com Barbara Stanwick, Nils Áster, Toshia Mori, Walter Connolly, Robert Wayne.
- American Madness (1932) (Loucura americanaBRA), que inicialmente se chamaria Fé (Faith), Columbia. Com Walter Huston, Pat O’Brien, Kay Johnson, Dorothy Cummings e Gavin Gordon.
- Forbidden (1932) (Mulher proibidaBRA), Columbia. Com Barbara Stanwick, Adolphe Menjou, Ralph Bellamy, Dorothy Peterson.
- Platinum Blonde (1931) (Loira e sedutoraBRA), Columbia. Com Loretta Young, Robert Williams, Reginald Owen e Jean Harlow, que teve o seu nome ligado ao termo "platinum blonde". Robert Williams morreria logo em seguida.
- The Miracle Woman (1931) (A mulher miraculosaBRA), Columbia. Com Barbara Stanwick, David Manners e Sam Hardy.
- Dirigible (1931) (DirigívelBRA), Columbia. Com Jack Holt, Ralph Graves e Fay Wray. Foi o primeiro filme de Capra e da Columbia a ser exibido no Chines Theatre, em Los Angeles.
- Rain or Shine (1930) (Chuva ou solBRA), Columbia. Com Joe Cook, Louise Fazenda, Joan Peers, Tom Howard.
- Ladies of Leisure (1930) (A flor dos seus sonhosBRA), Columbia. Com Barbara Stanwick, Lowell Sherman, Marie Prevost, Ralph Graves, Johnnie Walker.
- Flight (1929) (Nas asas do coraçãoBRA), Columbia. Com Jack Holt, Lilá Lee, Ralph Graves, Alan Roscoe.
- The Donovan Affair (1929) (Na trama das paixõesBRA), Columbia. Com Jack Holt, Dorothy Revier, William Collier Jr., Agnes Ayres.
- The Younger Generation (1929) (As duas geraçõesBRA), Columbia. Com Jean Hersholt, Lina Basquette, Ricardo Cortez.
- The Burglar (1928)
- The Power of the Press (1928) (Mocidade audaciosaBRA), Columbia. Com Douglas Fairbanks Jr., Jobyna Halston.
- Submarine (1928) (SubmarinoBRA), filme mudo, com efeitos sonoros, foi a primeira experiência da Columbia com o som. Estrelado por Jack Holt, Ralph Graves, Dorothy Revier.
- Say It with Sables (1928) (O que a lei não castigaBRA), Columbia. Com Helene Chadwick, Margareth Livingston.
- The Way of the Strong (1928) (Os predestinadosBRA), Columbia. Com Alice Day, Mitchell Lewis.
- The Matinee Idol (1928) (Esta vida é uma cançãoBRA), Columbia. Com Bessie Love e Johnnie Walker.
- So This Is Love? (1928) (Defende o teu amorBRA), Columbia. Com Shirley Mason, Buster Collier.
- That Certain Thing (1928) (O meu segredoBRA), Columbia. Com Viola Dana e Ralph Graves
- For the Love of Mike (1927) (O filho da fortunaBRA), First National. Com Ben Lyon, George Sidney, Claudette Colbert, Ford Sterling, Hugh Cameron, Richard "Skeets" Gallagher.
- Long Pants (1927) (Pinto CalçudoBRA), First National. Com Harry Langdon, Priscilla Bonner, Gladys Brockwell, Alan Roscoe, Alma Bennett, Betty Francisco.
- The Strong Man (1926) (O homem forteBRA), First National. Com Harry Langdon, Priscilla Bonner, Gertrude Astor, William G. Mong, Robert McKim.

Curta-metragens
- Fultah Fisher's Boarding House (1922) (A pensão de Fultah Fisher), Fireside/ Pathé. Com Mildred Owens, Olaf Skavlan, Ethan Allen, Gerald Griffin. Baseado no poema de Rudyard Kipling, "The Ballad of Fisher’s Boarding House". Duração de 12 minutos.
- Rendevouz in Space. Com Danny Thomas, Tom Fadden, Benny Rubin e a voz de John Glenn. 20 minutos (1964). Esse curta-metragem foi produzido, roteirizado e dirigido por Frank Capra[3] para a Martin-Marietta Corporation, empresa de construtores dos instrumentos de aumento da energia do foguete espacial Titan, e doado para o Hall of Science, construído para a Feira Mundial de Nova Iorque 1964/65, mas após o encerramento da feira o curta foi exibido, ainda, durante 11 anos e meio no local, 48 vezes por semana.

Documentários
- Two Down and One to Go (1945), apresentado pelo Secretário da Guerra dos Estados Unidos, Henry L. Stimson, e pelo general George C. Marshall, 9 minutos.
- Why We Fight: War Comes to America (1945) (Por que combatemos: a guerra vem para a América), narração de Walter Huston, 70 minutos
- Know Your Enemy: Japan (1945), narração de Walter Huston e Dana Andrews. 60 minutos
- Your Job in Germany (1945), narração de Dana Andrews, 15 minutos.
- Here is Germany. (1945), 52 minutos.
- Tunisian Victory (1944) (Vitória na Tunísia), 76 minutos.
- The Negro Soldier (1944) (O soldado negro), 41 minutos.
- Why We Fight: The Battle of China (1944) (Por que combatemos: a batalha da China), narração de Walter Huston, 60 minutos.
- Why We Fight: The Battle of Russia (1943) (Por que combatemos: a Batalha da Rússia), narração Walter Huston e Anthony Veiller, 80 minutos.
- Why We Fight: The Battle of Britain (1943) (Por que combatemos: a Batalha da Inglaterra), narração Walter Huston, 54 minutos.
- Why We Fight: Divide and Conquer (1943) (não creditado), (Por que combatemos: divide e vencerás), narração de Walter Huston e Anthony Veiller, 58 minutos.
- Why We Fight: The Nazis Strike (1943) (Por que combatemos: os nazistas atacam), narração de Walter Huston e Anthony Veiller, 42 minutos.
- Why We Fight: Prelude to War (1942, não creditado) (Por que combatemos: prelúdio de guerraBRA), narração de Walter Huston, partitura musical de Dimitri Tiomki, 53 minutos.

Filmes para televisão
- Our Mr. Sun (1956)
- Hemo the Magnificent (1957)
- The Strange Case of the Cosmic Rays (1957)
- The Unchained Goddess (1958)

## Prêmios, indicações e homenagens
Oscar (EUA)
Frank Capra recebeu no total 15 indicações e 6 prêmios (3 como diretor de filmes, 2 como produtor e 1 como diretor de documentário).
| Ano  | Categoria           | Filme                        | Resultado |
| ---- | ------------------- | ---------------------------- | --------- |
| 1933 | Melhor Filme        | Lady for a Day               | Indicado  |
| 1933 | Melhor Diretor      | Lady for a Day               | Indicado  |
| 1934 | Melhor Filme        | It Happened One Night        | Venceu    |
| 1934 | Melhor Diretor      | It Happened One Night        | Venceu    |
| 1936 | Melhor Filme        | Mr. Deeds Goes to Town       | Indicado  |
| 1936 | Melhor Diretor      | Mr. Deeds Goes to Town       | Venceu    |
| 1937 | Melhor Filme        | Lost Horizon                 | Indicado  |
| 1938 | Melhor Filme        | You Can't Take It with You   | Venceu    |
| 1938 | Melhor Diretor      | You Can't Take It with You   | Venceu    |
| 1939 | Melhor Filme        | Mr. Smith Goes to Washington | Indicado  |
| 1939 | Melhor Diretor      | Mr. Smith Goes to Washington | Indicado  |
| 1943 | Melhor Documentário | Prelude to War               | Venceu    |
| 1944 | Melhor Documentário | The Battle of Russia         | Indicado  |
| 1946 | Melhor Filme        | It's a Wonderful Life        | Indicado  |
| 1946 | Melhor Diretor      | It's a Wonderful Life        | Indicado  |

Globo de Ouro (EUA)
| Ano  | Categoria                         | Filme                 | Resultado |
| ---- | --------------------------------- | --------------------- | --------- |
| 1946 | Melhor Diretor                    | It's a Wonderful Life | Venceu    |
| 1961 | Melhor Filme – Musical ou Comédia | Pocketful of Miracles | Indicado  |

Festival de Veneza (Itália)
- Recebeu o Leão de Ouro em 1982 em reconhecimento à sua carreira.

Homenagem da Câmara do Comércio de Los Angeles e Associação dos Diretores de Cinema dos Estados Unidos
- Recebida em 26 de maio de 1962. Ao ser saudado, em discurso, por John Ford, o qual afirmou que Capra dirigiria até '"de cabeça para baixo", Capra imediatamente ficou de cabeça para baixo, ali mesmo, para admiração de todos.

## Presidências
| Instituição | Período   |
| ----------- | --------- |
| AMPAS       | 1935-1939 |
| DGA         | 1938-1941 |
| DGA         | 1959-1961 |